# 田口館
田口館（たぐちだて/たぐちやかた）、または北条館（ほうじょうだて）は、福島県石川郡（旧東白川郡）古殿町竹貫立中にあったとされる日本の城。

## 概要
古殿町中心部を流れる鮫川南岸の、同町竹貫立中地内にあったとされる。西約200メートルのところに、鮫川と九竜川の合流点がある。『日本城郭大系』第3巻では「詳細不明」とのみ記載されているが、石川氏庶流である田口氏の館と見られ、北条時頼、または北条時村の居城とする伝承があり、「北条館」とも呼ばれたという。

## 遺構
現地を調査した八巻孝夫によれば、既に採土などで大きく破壊されているが、大きく3つの曲輪に分かれ、破壊後も曲輪の構成自体は変わっていないようである。最高所の本丸と推定できるところはあまり破壊されておらずオリジナルの雰囲気が残っている。その南の一段下にも曲輪があるが、ブルドーザーが入って削平地を広げたようである。これらの2つの曲輪をつなぐ坂土橋があるが、虎口の可能性がある。もうひとつの曲輪は、本丸と推定されるところの北側にあるが、ここも土採りに遭っている。